# Yehezkel Abramsky
Yehezkel Abramsky in ebraico יחזקאל אברמסקי‎? (Distretto di Svislač, 1886 – Gerusalemme, 19 settembre 1976) è stato un rabbino e educatore bielorusso naturalizzato britannico, noto popolarmente come "Reb Chatzkel Abramsky", rinomato studioso e talmudista ebreo ortodosso, fu per 17 anni il presidente del tribunale rabbinico Beth Din di Londra.

## Biografia
Yehezkel Abramsky studiò presso le yeshivah di Telz, Mir, Slabodka e particolarmente in quella di Brisk presso il famoso rabbino Chaim Soloveitchik. Venne ordinato rabbino a 17 anni ed assegnato alle comunità di Smolyan, Smolevich e Slutsk. Nel 1909 sposò Reizel, figlia di Rabbi Moshe Nahum Jerusalimsky, rabbino di Iehumen, in Russia.
Dopo la Rivoluzione d'ottobre, contestò i tentativi del governo russo a reprimere la cultura e religione ebraiche, e come punizione il governo gli rifiutò il permesso di assumere la posizione di rabbino a Petah Tiqwa in Palestina negli anni 1926 e 1928. In quest'ultimo anno fondò la rivista in ebraico Yagdil Torah (lett. "Rendi grande la Torah"), ma le autorità sovietiche la soppressero dopo sole due edizioni. Nel 1929 fu arrestato e condannato a cinque anni di lavori forzati in Siberia, ma fu rilasciato nel 1931 grazie all'intervento del governo tedesco tramite il Cancelliere Brüning, che effettuò uno scambio di prigionieri, liberando sei comunisti detenuti in Germania.
Nel 1932 Abramsky emigrò a Londra, dove fu nominato rabbino della comunità aschenazita Machzike Hadath nel quartiere di East End di Londra. Nel 1934, il Rabbino capo Joseph H. Hertz lo convinse a diventare il dayan superiore del Beth Din (Tribunale rabbinico) di Londra, posizione che tenne fino al suo pensionamento nel 1951. Il suo apporto alle politiche e tradizioni del tribunale londinese sono state fondamentali per questa importante istituzione ebraica ed universalmente riconosciute dall'Ebraismo ortodosso.
Dopo il suo pensionamento, Abramsky si ritirò nel 1951 a Gerusalemme, dove comunque continuò la sua attività di educatore e Rosh Yeshivah a Bnei Brak.
Rabbi Abramsky morì a Gerusalemme il 19 settembre 1976 (24 Elul 5736). Al suo funerale parteciparono oltre 40 000 persone. Fu sepolto al cimitero Har HaMenuchot di quella città.

## Discendenti
Abramsky ebbe quattro figli, tra cui lo storico Chimen Abramsky, fu nonno del cibernetico Samson Abramsky e di Jenny Abramsky, nota produttrice radiotelevisiva della BBC.

## Premi
- Nel 1956, a Rabbi Abramsky venne assegnato il Premio Israele per la Letteratura rabbinica.[6]

## Opere
- Hazon Yehezkel ("La Visione di Yehezkel"), commentario in 24 volumi della Tosefta, scritto negli anni 1925–1975, altamente valutato sia da rabbini che da accademici.[1]